# Wrangler (blugi)
Wrangler este o marcă americană de îmbrăcăminte, îndeosebi blugi (Jeans) a corporației  VF Corporation, care,  de asemenea, deține mărcile Lee, JanSport, The North Face și Eastpak.